# Euphyia ruficorpus
Euphyia ruficorpus là một loài bướm đêm trong họ Geometridae.